# 沙塘镇 (开平市)
沙塘镇，是中华人民共和国广东省江门市开平市下辖的一个乡镇级行政单位。

## 行政区划
沙塘镇下辖以下地区：
沙塘圩社区、丽新村、泰山村、丽群村、下丽村、塘浪村、西村、健丰村、东方村、联光村、红岭村、台洞村、锦星村、芙冈村、清湖塘村、朗畔村和石榴塘农场。